# ジョン・ブラック
サー・ジョン・ポール・ブラック（Sir John Paul Black、1895年2月10日 - 1965年12月24日）は、スタンダード＝トライアンフ自動車などイギリスの自動車産業においていくつもの重要な地位にいた人物。
ジョン・ブラックは1895年2月10日にジョン・ジョージ・ブラックとエレン・スミスの子としてキングストン・アポン・テムズで生まれた。ロンドン大学で法学を専攻。第一次世界大戦中は海軍義勇予備隊、王立戦車連隊に従軍し、大尉となっている。
戦後、ヒルマンの販売担当部長となる。1921年にウィリアム・ヒルマンの娘のひとりデイジーと結婚。その後すぐに同じくヒルマンの娘と結婚したスペンサー・ウィルクスと共に共同社長を務める。1928年、ヒルマン社がハンバー社に買収されると、ハンバーとコマー社の役員となる。
1929年、ハンバー（およびハンバー傘下のヒルマン、コマー）はルーツ・グループに買収される。ジョンはスタンダード自動車に移り、1933年に社長となる。戦争の気配が濃厚となるとジョンはイギリス政府のシャドウ・ファクトリー構想を熱心に後押しし、軍需品製造契約を獲得し、2工場を運営した。
第二次世界大戦中、ジョン・ブラックは航空エンジン委員会の議長を勤め、1943年にナイトを授与されている。戦争後期、トライアンフを買収し、1953年スタンダード＝トライアンフの会長となり、アリック・S・ディックが日常業務を引き継いだ。1953年末、スワロー・ドレッティのデモンストレーション中に事故に遭う。これが元で経営に支障をきたすようになり1954年1月に経営から手を引く。実際は辞めさせられたのだが、当時は健康の為の引退と発表された。
1954年12月にブラックはエンフィールド・ケーブルの副社長に就任した。
引退後は田舎に引っ込み農業を手がけたが、1965年12月24日にチードルのチードル・ホスピタルで突然死去した。70歳であった。ブラックの死の直後、アリックはブラックのことを「やや物議を醸す人格で、外交的でエキサイティング」と回顧している。ブラックの元で導入された車種、トライアンフ・TR2のような車に対してディックは「ボディよりもシャシーの性能が強調されていた。典型的なのは実際レッグルームが非常に少なく、ヘッドルームは大きかったのは、彼の身長は6フィートで脚が短かったからだ。」と率直に述べている。
結婚は2度している。最初は、ヒルマン・デイジーと1939年まで、その後アリソン・ジョアン・ペアズ・リントンと結婚し、ヒューゴ(Hugo)、スチュアート(Stuart)、ニコラス(Nicholas)の三男を儲けた。

## 参照
脚註
1. 1 2  “News and views”. Autocar Used Car Test 1966 124 (nbr 3647):  Page 31. (7 January 1966).
2. 1 2  “The men who mattered”. Autocar:  Page 56. (28 October 1971).
3. 1 2  Morewood, Steven (2004), “Black, Sir John Paul (1895–1965)”, Oxford Dictionary of National Biography (online ed.), Oxford University Press 2011年3月15日閲覧。 (要購読、またはイギリス公立図書館への会員加入)
4. ↑  King 1989, p. 118

伝記
- King, Peter (1989), The Motor Men: Pioneers of the British Car Industry, Quiller Press, ISBN 1-870948-23-8